# Aliança para a União dos Romenos
A Aliança para a União dos Romenos (em romeno:  Alianța pentru Unirea Românilor, AUR) é um partido político nacionalista e populista de direita atualmente ativo na Roménia e na Moldávia. Foi fundada em 19 de setembro de 2019, antes das eleições locais e legislativas romenas de 2020. O presidente do partido é George Simion.
Nesse ano, de 2020, partido concorreu às eleições locais, não obtendo muitos votos e vencendo apenas em três cidades. No entanto, nas eleições legislativas, o AUR obteve 9% dos votos em toda a Roménia e na sua diáspora, tornando-se assim o quarto maior partido do país a nível central, o que surpreendeu os observadores.
A AUR visa a unificação de todos os romenos da Roménia e das zonas vizinhas povoadas pela Roménia, e o apoio à diáspora romena noutros países. O partido procura a unificação da Moldávia e da Roménia, apoia a adesão à OTAN e visa a independência energética da Roménia. Afirma que é um partido democrático cristão de centro-direita. No entanto, foi acusado de apoiar ideias anti-vacinação e de ser magiarofóbico, neofascista, pró-russo e anti-semita, embora figuras relevantes do partido tenham rejeitado todas essas acusações. O partido afirma que seus quatro pilares principais são “ família, nação, fé cristã e liberdade ”.